# Опит за атентат в Цариград (1903)
Опитът за атентат в Цариград е неуспешен терористичен акт на Вътрешната македоно-одринска революционна организация, провален поради случайна експлозия в Бургас през август 1903 година.
Атентатът е част от революционните усилия по време на Илинденско-Преображенското въстание и е опит за повторение на Солунските атентати от пролетта на същата година.

## История
Подготовката за атентата е ръководена от анархиста Антон Прудкин, който оглавява група на ВМОРО, в която влизат братята Иван и Васил (Вичо) Стоянови, братя на Захарий Стоянов, и братовчед им Стефан Димитров. Македоно-одринската организация, успоредно на бойните действия по време на Илинденско-Преображенското въстание, планира да атакува Цариград, взривявайки на 27 август (9 септември по нов стил) 1903 година в пристанището му 4 кораба: унгарския „Вашкапу“, австрийския „Аполо“, германския „Тенедос“ и френския „Феликс Фресине“.
Седмица по-рано, в първите часове на 20 август 1903 година, в Бургаския залив срещу Поморие преждевременно се взривяват носените в куфар от Иван Стоянов и Стефан Димитров 50 kg експлозив на парахода „Вашкапу“ и те загиват. Експлозията се вижда на повече от 18 километра. Убити са 28 души – 11 души от екипажа (в това число капитанът и 2 помощник-капитани) и 17 от общо качилите се 51 пътници.
- „Вашкапу“ след взрива
- Палубата
- Трюмът
- Оцелели членове на екипажа
- Оцелели членове на екипажа